# 5S riboszomális RNS
Az 5S riboszomális RNS (5S rRNS) körülbelül 120 nukleotidos riboszomális RNS, tömege 40 kDa. A riboszóma nagy alegységének szerkezeti és funkciós része minden doménben, kivéve az állatok és gombák mitokondriális riboszómáit. Az 5S a molekula ultracentrifugában mutatott szedimentációs sebességére utal, ennek mértékegysége a Svedberg-egység (S).

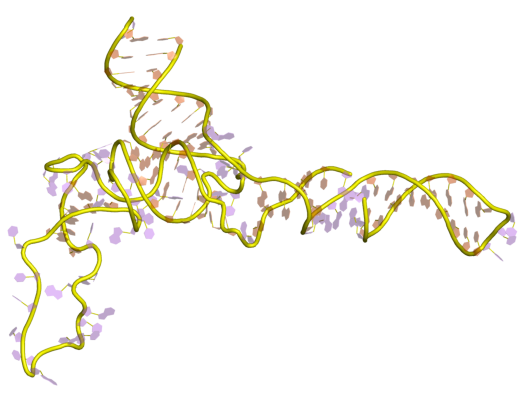
Az 5S rRNS 3D-s megjelenése. Az Escherichia coli 50S riboszómaalegysége 5S rRNS-e, és krioelektron-mikroszkópiai rekonstrukcióból származik.

## Bioszintézis
A prokariótákban az 5S rRNS-gén jellemzően az rRNS-operonokban található a kis és nagy rRNS-alegység után, és policisztronos prekurzorrá íródik át. Az eukarióta magi genomokra jellemző a több 5S rRNS-génmásolat (5S rDNS) tandem ismétlődésekben, példányszám fajonként eltérő példányszámmal. Az eukarióta 5S rRNS-t az RNS-polimeráz III állítja elő, míg a többi eukarióta rRNS az RNS-polimeráz I által átírt 45S prekurzorról válik le. Xenopus-oocitákban a 9 cinkujjas TFIIIA transzkripciós faktor 4–7. ujja az 5S rRNS központi részéhez köthet. Ez gátolja az 5S rRNS további transzkripcióját és stabilizálja az átírt rRNS-t a riboszóma-összeállításig.

## Szerkezet
Az 5S rRNS másodlagos szerkezetében 5 hélix (I–V.), 4 kör (B–E) és 1 zsanér (A) van, ezek együtt Y alakú szerkezetet alkotnak. A C és D körök terminális hajtűk, a B és E belsők. Filogenetikai tanulmányok alapján az I. és III. hélix valószínűleg ősi. A III. hélixben 2 erősen állandósult adenozin van. A hajtűszerkezetű V. hélix feltehetően kölcsönhat a TFIIIA-val.

## Helye a riboszómában

A Haloarcula marismortui 50S alegysége. Kék: fehérjék, narancssárga: 23S rRNS, sárga: 5S rRNS. Az 5S rRNS az L5 és L18 fehérjékkel és a 23S rRNS V. doménjével együtt alkotja a központi kiemelkedés (CP) nagyját.

Több molekuláris technika, például immun-elektronmikroszkópia, krioelektron-mikroszkópia, molekulaközi keresztkötések és röntgenkrisztallográfia használatával az 5S rRNS helye a nagy riboszóma-alegységben nagy pontossággal ismert. Baktériumokban és archeákban ezen egység 2 RNS-ből áll, az 5S és a 23S rRNS-ből, valamint számos kapcsolódó fehérjéből áll.
Az eukarióta LSU 5S, 5,8S és 28S rRNS-ből és még több fehérjéből áll. Az LSU 3 dimenziós szerkezete viszonylag sima felszínt mutat, az átellenes oldalon 3 kiemelkedéssel, az L1, a központi kiemelkedéssel (CP) és az L7/L12-tönkkel. Az L1 kiemelkedés és az L7/L12-tönk a CP-t laterálisan veszi körül. Az 5S rRNS a CP-ben van, létrejöttében fontos. A CP többi fő alkotói a 23S (eukariótákban 28S) rRNS és több fehérje, például az L5, az L18, az L25 és az L27.

## Riboszómafunkciók
Az 5S rRNS pontos funkciója nem ismert. E. coliban az 5S rRNS-deléciók csökkentik a fehérjeszintézis-sebességet és jobban hatnak az életképességre, mint más (16S és 23S) rRNS-gének hasonló arányú deléciója. Krisztallográfiai tanulmányok alapján az  5S rRNS-kötő fehérjék és a központi kiemelkedés más hasonló fehérjéi a tRNS-kötésben fontosak. Ezenkívül a peptidiltranszferáz- és GTPáz-asszociáló központot alkotó 5S és 23S rRNS topográfiai és fizikai közelsége alapján az 5S rRNS mediátoor a riboszóma két funkciós központja közt az 5S rRNS-kötő fehérjék és a központi kiemelkedés más központikiemelkedés-alkotókkal együttes alkotóegységközihíd- és tRNS-kötőhely-keletkezés révén.

## Funkció a riboszómakeletkezésben
Az eukarióta citoszol-riboszóma 4 rRNS-ből és több mint 80 fehérjéből áll. Az 5S rRNS 3’-végeit transzkripció után csak működő ribonukleáz T-homológok, például Saccharomyces cerevisiae esetén a Rex1p vághatják az érett hosszra. A 60S és 40S riboszómaalegységek a magból a citoplazmába kerülnek, ahol érett és transzlációképes 80S riboszómát alkotnak. Hogy mikor kerül ebbe 5S rRNS, nem ismert, de általánosan elfogadott, hogy az 5S rRNS a 60S-prekurzor 90S-be kerül kis riiboszómafüggetlen 5S–L5 RNP-komplexként.

## Kölcsönhatások fehérjékkel
Több 5S rRNS-kölcsönható fehérje szerepel alább.

### La
Az 5S rRNS–La fehérje kölcsönhatás megakadályozza az exonukleázok általi bontását. A La minden eukarióta sejtmagjában megtalálható, és több, az RNS pol III által átírt RNS-sel asszociál a 3’-oligouridin révén, stabilizálva és szerkezetet adva nekik.

### L5
Az eukarióta sejtekben az L5 riboszómafehérje az 5S rRNS-sel asszociál és stabilizálja azt, preriboszomális ribonukleoproteint (RNP) alkotva, mely a citoszolban és a magban is megtalálható. Hiánya akadályozza az 5S magba kerülését és csökkenti a riboszómakeletkezést.

### Egyéb riboszómafehérjék
A prokariótákban az 5S rRNS az L5, L18 és L25 riboszómafehérjékhez köt, eukariótákban csak az L5-tel ismert kölcsönhatása. A Trypanosoma brucei, a tripanoszomiázis okozója esetén az 5S rRNS két közeli rokon RNS-kötő fehérjével, a P34-gyel és a P37-tel kölcsönhat, ezek elvesztése csökkenti a szintjét.

## Jelenléte sejtalkotó-riboszómákban

Az 5S rRNS konszenzusos 5S rRNS-gén-kereső kovarianciamodelleken alapuló konszenzusos szerkezete. Modellek: A) baktériumok, archeák és sejtmagok, B) plasztiszok, C) mitokondriumok. A IUPAC-kódbetűk és körök állandósult nukleotidokat és változó nukleotidú helyeket jelölnek. Az állandó és kovariáns szubsztitúciók Watson–Crick-bázispárokban színezve.

A mitokondriumok és plasztiszok (endoszimbiontabaktérium-eredetű sejtalkotók) és bakteriális rokonaik transzlációs szerkezetei számos közös jellemzővel rendelkeznek, de sok a különbség is. A sejtszervecskegenomok az SSU- és LSU-rRNS-eket kivétel nélkül kódolják, de az 5S rRNS-gének (rrn5) eloszlása a legegyenlőtlenebb. Az rrn5 a legtöbb plasztiszban könnyen azonosítható és gyakori. Ezzel szemben a mitokondriális rrn5-öt eleinte növényekre és kevés protisztára korlátozottnak gondolták. További távolabbi sejtalkotó-5S-rRNS-eket szekvencia-összetételi torzításról és szerkezeti variációról szóló információval rendelkező kovarianciamodellekkel azonosítottak. Ez további 5S rRNS-géneket azonosított a legtöbb protiszta mitokondriumai és bizonyos apikoplasztiszok genomjaiban.

Az 5S rRNS hagyományos és permutált másodlagosszerkezet-modelljei

A legtöbb sárgásmoszat mitokondriális 5S rRNS-ei másodlagos szerkezetei a legsokszínűbbek. A barnamoszatok permutált másodlagos szerkezetei a legkülönösebb esetek, ahol az 5′- és 3′-végeket összekapcsolja I. záróhélix helyén zárt hajtű van, nyílt háromirányú kapcsolatot adva.
2014-es ismeretek szerint csak kevés csoport, például az állatok, a gombák, az Alveolata és az ostoros moszatok mitokondriális DNS-ében nincs ily gén. Az egyébként az 5S rRNS és kapcsolódó fehérjéi által elfoglalt központi kiemelkedés különböző módokon átalakult. Gombák mitokondriális riboszómáiban az 5S rRNS-t LSU-rRNS-bővítő szekvenciák váltották fel. A Kinetoplastida központi kiemelkedését evolúciósan új mitokondriális riboszomális fehérjék foglalják el. Az állatok mitokondriális riboszómáiban speciális mitokondriális tRNS (gerincesekben Val) van a hiányzó 5S rRNS helyén.

## Fordítás
Ez a szócikk részben vagy egészben  a(z)   5S ribosomal RNA című angol Wikipédia-szócikk ezen változatának fordításán alapul.  Az eredeti cikk szerkesztőit annak laptörténete sorolja fel. Ez a jelzés csupán a megfogalmazás eredetét és a szerzői jogokat jelzi, nem szolgál a cikkben szereplő információk forrásmegjelöléseként.